# 6358 Chertok
6358 Chertok eller 1977 AL1 är en asteroid i huvudbältet som upptäcktes den 13 januari 1977 av den rysk-sovjetiske astronomen Nikolaj Tjernych vid Krims astrofysiska observatorium på Krim. Den har fått sitt namn efter Boris Jevsejevitj Tjertok.